# 毛里西奥·罗哈斯
毛里西奥·罗哈斯（西班牙語：Mauricio Rojas，1978年3月30日—），智利男子足球运动员，司职中场。他曾代表智利国奥队参加2000年夏季奥林匹克运动会足球比赛，获得一枚铜牌。